# Correspondance de Jacquet-Langlands
En mathématiques, la correspondance de Jacquet-Langlands est une correspondance entre les formes automorphes du GL2 et ses formes elliptiques, prouvée par Hervé Jacquet et Robert Langlands notamment grâce à la Formule des traces de Selberg. Ce fut l'un des premiers exemples de la philosophie de Langlands qui conjecture que les applications entre L-groupes induisent des applications entre représentations automorphes. Il existe des versions généralisées de cette première correspondance de Jacquet-Langlands qui relie les représentations automorphes de GLr(D) et GLdr(F), où D est une algèbre à division de degré d2 sur le corps local ou global F.
Soit G une forme intérieure du groupe algébrique GL2, i.e. le groupe multiplicatif d'une algèbre de quaternions. La correspondance de Jacquet-Langlands est une bijection entre 
- les formes automorphes de G de dimension supérieure à 1
- les représentations automorphes cuspidales de GL2 qui sont de carré intégrable (modulo le centre) en chaque place de ramification de G

De plus, les représentations correspondantes ont mêmes caractères, et mêmes composantes locales à chaque place de ramification.
Rogawski en 1983 et Deligne-Kazhdan-Vignéras en 1984 ont étendu la correspondance de Jacquet-Langlands au cas des algèbres à division de dimensions supérieures.